# Mosambique
Mosambique är en kubansk musik- och dansstil som liknar Cha-cha-cha. Stilen utvecklades 1963 av Pello el Afrokan och har sitt ursprung i den musik som spelades vid kubanska gatukarnevaler och comparsas. Stilen debuterade i Havanna i TV-programmet Ritmos de Juventud. Stilen nådde sin höjdpunkt 1965 när Pello to gmed sig en grupp musiker till OS i Paris. Därefter förlorade den snabbt sin popularitet. För att spela Mosambique användes många traditionella afrikanska instrument, traditionella kubanska congas och ibland saxofon.